# PAX TV
A Pax TV (stilizálva: PΛX) egy magyar televízióadó, amely elsősorban vallási műsorokat sugároz.
A csatorna hangja Csernák János.

## Története
A csatorna 2001. december 14-én indult el, kezdetben 4 órás műsoridővel, elindítója a Napocska Szolgáltató Kft. és Krasznai János volt, aki végül 2002-ben kiszállt a televíziót működtető cégből. A csatorna elérhető műholdas, kábeles és IPTV-s szolgáltatásban, valamint a One Földfelszíni TV-nél.
2004-ben az MTV akkori ügyvezető alelnöke, Pinke György előterjesztett egy együttműködési megállapodást, mely során az MTV és a Pax felhasználhatta volna egymás műsorait, valamint a Pax műsoridejéből 4 órát az MTV kapott volna meg. A csatorna reklámidejét is meg szerették volna venni, ám végül a Magyar Televízió kurátóriumának elnöksége leszavazta a tervezetet, mert előnytelennek tartották az összesen 450 millió forintos szerződést.
A Pax TV 2018 októbere óta az egyetlen olyan magyar nyelvű, országos érdekeltségű televíziócsatorna volt, amely az elavult 4:3-as képarányban sugárzott. 2020-ban állt át 16:9-re. A Pax TV logója 2019 szeptemberében újult meg, a képen látható logó a 2001-es és 2006-os logók keveréke, a 2001-től 2006-ig használt „nyugalmat sugárzunk” szlogennel, mélykék háttéren, az X betű balra dőlő vonala narancssárga színnel.

## Műsorvezetői
- Deák László
- Gere József
- Gere Lilla
- Bereczki Sándor
- Bereczki Ágnes
- Ács Zoltán
- Petz Olivér

## Műsorai
A csatorna leginkább vallásos tematikájú, műsorprogramja dokumentumfilmekből, riportokból és ismeretterjesztő sorozatokból áll.
- Igazgyöngy
- A jövő nemzedéke
- Kút
- A pásztor válaszol - bővebben
- Megálló Ács Zoltánnal
- A bennünk élő mítosz
- Joyce Meyer tanításai
- Akkor és most - A jelenések könyve
- Ráktérítő
- Végtelen történet